# USS Mississippi (BB-23)
El USS Mississippi (BB-23) fue el buque líder de la clase Mississippi construido originalmente por la Armada de los Estados Unidos, de 1904 a 1908. La clase fue construida con un diseño más pequeño que otros acorazados estadounidenses, resultado de una limitación impuesta por el Congreso en el desplazamiento, como parte de un esfuerzo en ahorrar costos. Las embarcaciones estaban armadas con una batería principal de cuatro cañones de 305 mm, el estándar para los acorazados tipo pre-dreadnought de aquel entonces, pero para asegurar ese armamento primario pesado, se necesitaba comprometer la velocidad, las baterías secundarias, y la protección blindada para mantener el buque en el límite de desplazamiento prescrito.
Sirvió con la flota del Atlántico de 1909 a 1912, realizando principalmente rutinas de entrenamiento de operaciones. En 1910, junto con otras embarcaciones de la flota, visitó Europa, y en 1912, transportó un destacamento de marines a Cuba durante disturbios civiles en el país. Demasiado lento como para operar con la flota, fue colocado en la Reserva, en 1912. Fue reactivado en enero de 1914 como embarcación de apoyo de aviación, asignado con la Estación Aérea Naval de Pensacola, y brindó soporte a hidroaviones durante la ocupación del puerto de Veracruz, México, en abril de 1914. Para este entonces, la Armada estaba preparada para deshacerse de la embarcación, y Grecia, que había entrado en una carrera armamentista naval con el Imperio Otomano, trató de adquirir buques de guerra lo antes posible.
Grecia compró el Mississippi en julio de 1914 y lo renombró Kilkis; a partir de este entonces, se convirtió en el buque insignia de la flota griega. No vio acción durante la Primera Guerra Mundial, ya que el gobierno de Grecia se mantuvo neutral hasta 1917, y después de entrar a la guerra, solo funcionó como buque de defensa portuaria. Vio acción durante la intervención aliada en la guerra civil rusa, y la guerra greco-turca, apoyando en los desembarcos en Turquía y cubriendo la retirada final de las fuerzas griegas, en septiembre de 1922. Disminuido por su baja velocidad, fue relevado de sus responsabilidades como buque insignia en 1930, puesto en la Reserva en 1932, y usado como buque escuela hasta el estallido de la Segunda Guerra Mundial, después de la cual fue usado como batería flotante. Durante la invasión alemana de Grecia el 23 de abril, fue atacado y hundido por bombarderos en picado alemanes Junkers Ju 87 en la Base Naval Salamina, junto con su embarcación hermana Lemnos. Los dos navíos fueron recuperados en la década de 1950 y desguazados como chatarra.

## Diseño
Los dos acorazados de la clase Mississippi fueron ordenados bajo los términos de las asignaciones navales de 1903, que estipulaban un diseño máximo de desplazamiento de 13 000 toneladas largas. Este límite fue un esfuerzo liderado por oficiales navales de alto nivel, incluidos al almirante George Dewey, y el capitán Alfred Mahan, que creían que una fuerza de pequeños pero numerosos acorazados tipo pre-dreadnought, se adaptarían mejor a las necesidades de la Armada. Elementos en el Congreso también se opusieron a tamaño cada vez mayor, y más importante, al costo de cada nuevo diseño de acorazado. El desplazamiento limitado significó una reducción de 3000 toneladas largas, comparado con la anterior clase Connecticut, lo que requirió comprometer velocidad, armamento y blindaje, convirtiéndolos en diseños pobres incapaces de servir con la flota principal, lo que los llevó a su rápida eliminación.
El Mississippi tenía una eslora de 116 m, una manga de 23 m, y un calado de 7.5 m. Tenía un desplazamiento estándar de 13 000 toneladas largas, y de 14 465 a máxima capacidad. Era impulsado por motores de vapor de triple expansión de dos ejes, con una potencia de 10 000 caballos de fuerza (7 500 kW). El vapor era generado por ocho calderas Babcock & Wilcox de carbón conectadas a dos chimeneas. El sistema de propulsión generaba una velocidad máxima de 17 nudos (31 km/h). Tal como fue construido, tenía mástiles militares pesados, pero fueron reemplazados en 1909 por mástiles de celosía. Tenía una tripulación de 744 oficiales y marinos.
Estaba armado con una batería principal de cuatro cañones calibre 305 mm/45 en dos torretas dobles, una en cada extremo de la superestructura. Ocho cañones calibre 203 mm/45 estaban montados en cuatro torretas dobles, dos a cada lado de la línea central de la embarcación. La batería secundaria consistía en ocho cañones calibre 178 mm/45 montados individualmente en casamatas a lo largo del casco. dos menos que la clase Connecticut. Contaba con doce cañones calibre 76 mm/50 para la defensa a corta distancia contra buques torpederos (ocho cañones menos que en los Connecticut), y con seis cañones de 3 libras. Contaba también con dos cañones de 1 libra. El sistema de armamento de la embarcación se completaba con dos tubos lanzatorpedos de 533 mm en lanzadores sumergidos a los costados del casco.
Su cinturón blindado era de 178 a 229 mm de grosor, reduciéndose entre 100 a 180 mm en cada extremo. Esto significó una reducción de 51 mm comparado con los Connecticut. Las torretas de la batería principal tenían costados de 305 mm de grosor, montadas sobre barbetas de 250 mm. Su batería secundaria estaba protegida por costados de 180 mm de blindaje. La torre de mando delantera tenía costados de 229 mm de grosor.

## Historial de servicio

### Primeros años

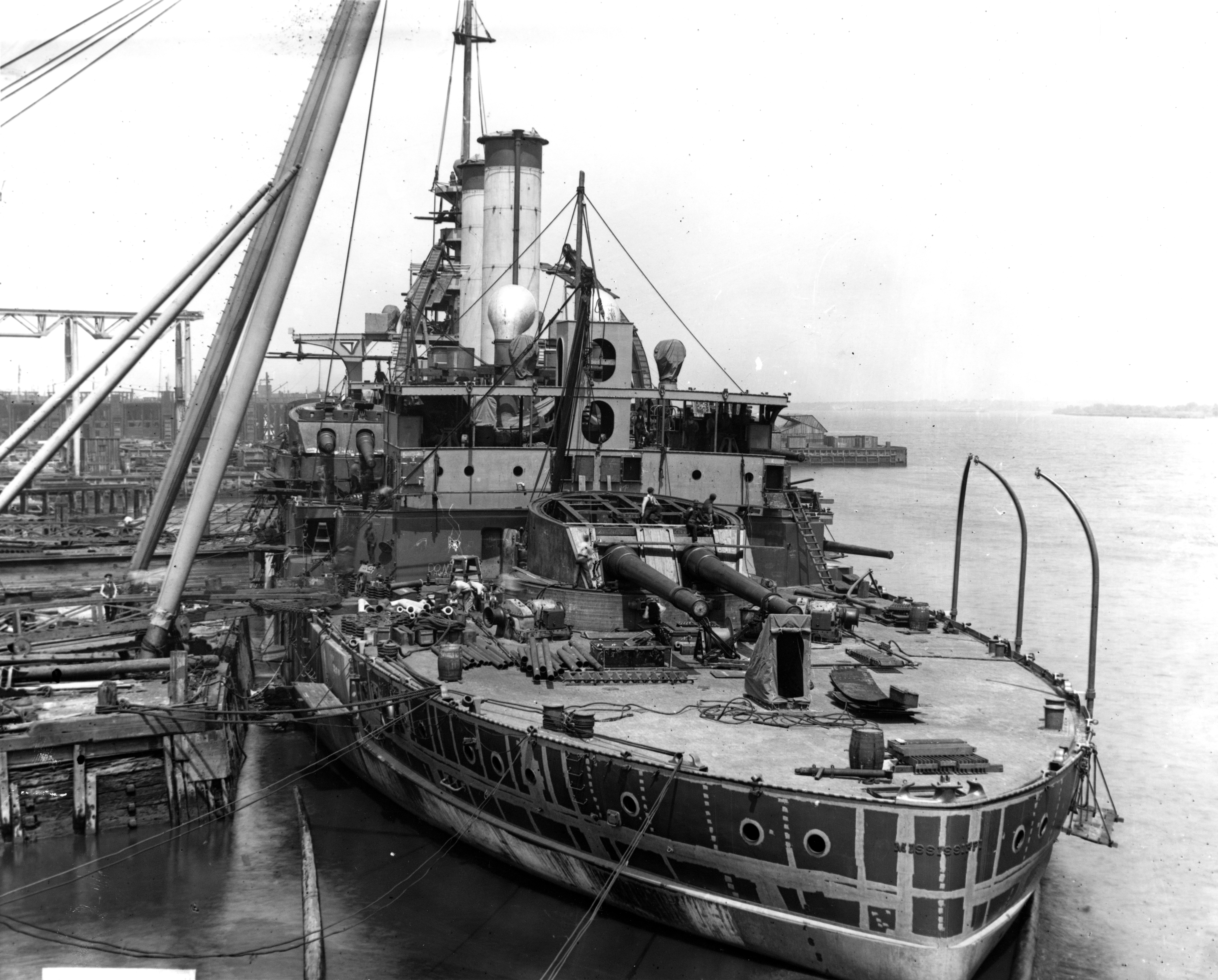
USS Mississippi durante su acondicionamiento, Filadelfia. 1907.

La quilla del USS Mississippi fue colocada en el astillero William Cramp & Sons, en Filadelfia, el 12 de mayo de 1904, y fue botado el 30 de septiembre de 1905. Fue puesto en servicio con la flota el 1 de enero de 1908. La embarcación partió de Filadelfia el 15 de febrero para iniciar pruebas en el mar, del 24 de febrero al 9 de marzo. Zarpó al astillero de Filadelfia para su acondicionamiento final el 15 de marzo, y se embarcó para nuevas pruebas que iniciaron el 1 de julio. Durante los meses siguientes, visitó numerosos puertos a lo largo de la costa este de los Estados Unidos antes de regresar a Filadelfia el 10 de septiembre para reparaciones que duraron hasta 1909.
El 16 de enero de 1909, abandonó Filadelfia con destino a Cayo Hueso, Florida, por la vía de Hampton Roads, Virginia. Ahí, se unió con el acorazado Maine y ambos navíos procedieron al sur, a la Habana, Cuba, el 25 de enero. Ahí, representaron a los Estados Unidos durante la ceremonia de toma de protesta del presidente José Miguel Gómez. El 28 de enero, zarpó a la bahía de Guantánamo, y luego navegó por la zona hasta el 10 de febrero, cuando fue asignado a la 3.ª División de la Flota del Atlántico. Se unió a la Gran Flota Blanca que regresaba frente a la costa de Hampton Roads, y estuvo presente para la revista naval en el puerto, el 22 de febrero. Regresó a la bahía de Guantánamo el 8 de marzo para entrenamiento de artillería durante el mes de abril. De ahí, cruzó el Caribe para remontar el río Misisipi hasta el norte en Natchez. Regresó a la costa este de los Estados Unidos, deteniéndose en Filadelfia en junio, y luego en Eastport, Maine, para la celebración del día de la independencia, el 4 de julio. Le siguieron más entrenamientos de artillería en la bahía de Cabo Cod, junto con maniobras con la flota del Atlántico y varias visitas a puertos durante septiembre. Estas operaciones culminaron con la celebración de Hudson-Fulton, en septiembre y octubre. Después de un periodo de mantenimiento en Filadelfia en octubre, visitó Nueva Orleans y otros puertos en el área antes de regresar a Filadelfia para más reparaciones.
Se puso en marcha el 5 de enero de 1910 hacia Cuba, donde se unió a otras unidades de la flota del Atlántico para entrenamientos, del 12 de enero al 24 de marzo. Zarpó hacia Hampton Roads, llegando ahí el 4 de abril, y tomando parte en prácticas de tiro hasta el 28 de abril. Le siguieron más reparaciones en Filadelfia, que duraron hasta el 16 de julio. Realizó entrenamientos de torpedos en Maine a finales de julio, antes de embarcar un contingente de la milicia naval de Rhode Island para entrenamientos en el mar, que incluyeron más ejercicios con torpedos. En agosto, zarpó a Hampton Roads para más entrenamientos de disparo y prácticas de batalla con la flota, durante septiembre. Le siguió otro período en el astillero de Filadelfia del 5 de octubre al 1 de noviembre, después del cual, junto con el resto de la 3.ª División, cruzó el Atlántico para visitar Europa, incluyendo paradas en Gravesend, Reino Unido; y Brest, Francia. En su regreso a aguas de Cuba, las embarcaciones realizaron simulacros de entrenamiento de batalla.

### 1911-1914

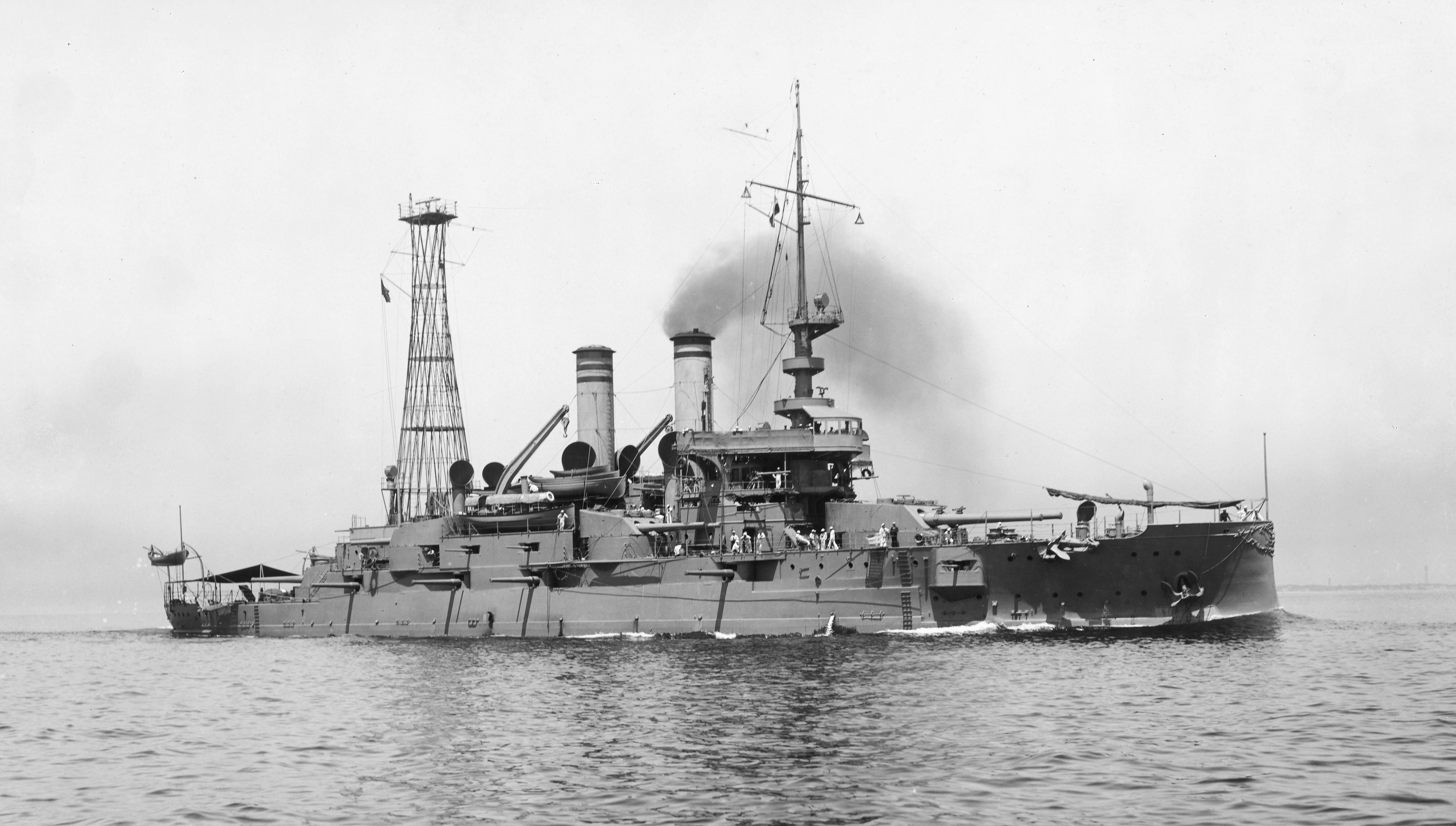
USS Mississippi después de que le fuera instalado su mástil de celosía, en 1909.

El 13 de enero de 1911, arribó a la bahía de Guantánamo, y pasó ahí los dos meses siguientes realizando varias maniobras con la flota del Atlántico. Abandonó el área el 13 de marzo y arribó a Hampton Roads cuatro días después. Continuó con entrenamientos durante el mes siguiente, después de lo cual regresó a Filadelfia para mantenimiento periódico, que duró del 12 de abril al 1 de mayo. A partir de ahí, navegó por la costa este de los Estados Unidos acompañado por otras embarcaciones de la División y entró en el Golfo de México, llegando hasta Galveston, Texas. Embarcó a un grupo de la milicia naval de Nueva York para un crucero de entrenamiento, que duró del 13 al 22 de julio, y en agosto participó en maniobras con buques torpederos frente a la costa de Massachusetts. Regresó a Hampton Roads el 24 de agosto para unirse al resto de la flota para prácticas de disparo. Participó en una revista naval para el presidente William Taft en North River, el 1 de noviembre.
La embarcación retornó a Hampton Roads para entrenamientos con el 2.º Escuadrón antes de detenerse Newport News, Virginia, el 24 de noviembre. Le siguió otro período de reparaciones en Filadelfia, del 8 de diciembre al 16 de marzo de 1912, luego partió para reunirse con la flota en la costa de Hampton Roads. Formó parte en una variedad de ejercicios de entrenamiento hasta el 22 de abril, cuando fue separado de la flota para pruebas de crucero frente a Provincetown, Massachusetts. Su escuadrón se reunió ahí el 15 de mayo para ejercicios que comenzaron cinco días después. El 26 de mayo, el Mississippi, junto a otros siete acorazados, y el crucero acorazado Washington, embarcaron un contingente de marines del 2.º Regimiento de Marines, y los transportaron a Cuba, donde apoyaron al gobierno cubano a reprimir el Levantamiento Armado de los Independientes de Color. La flota arribó el 19 de junio, desembarcó a los marines, y permaneció en la bahía de Guantánamo hasta que las condiciones en el país mejoraron, permitiendo a la flota abandonar para entrenamientos. Las maniobras de la flota y la división comenzaron el 10 de julio frente a las costas de Rhode Island y Connecticut, y el 1 de agosto, el Mississippi partió a Filadelfia, donde fue colocado con la Reserva.

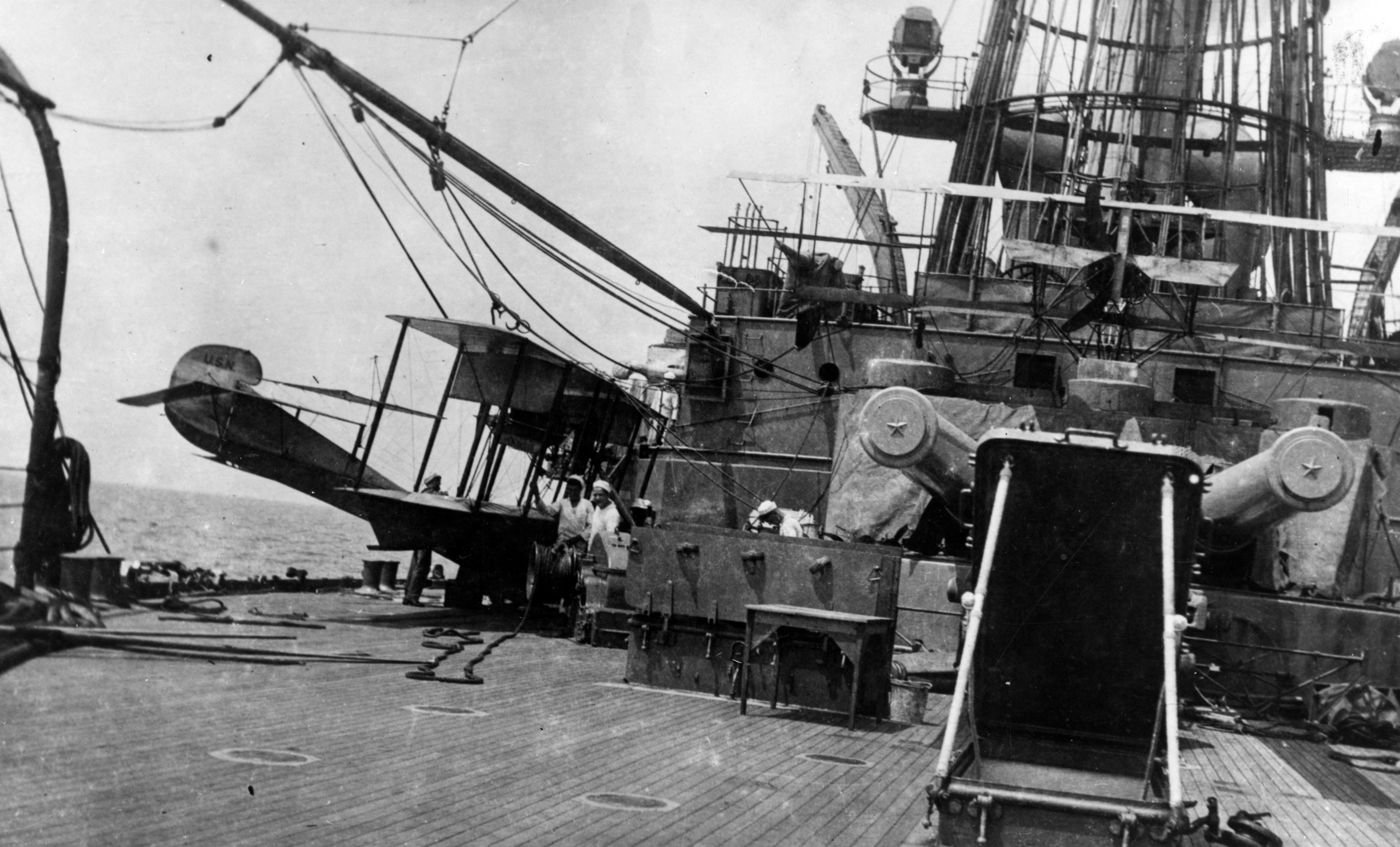
Alcázar del Mississippi, que muestra un hidroavión Curtiss AB a bordo del barco.

Permaneció con la flota de la Reserva del Atlántico hasta el 30 de diciembre de 1913, cuando fue enviado a Pensacola, Florida para ser usado como barco de apoyo en la creación de la Estación Aérea Naval de Pensacola. Asumió un grupo de nueve oficiales y veintitrés soldados, junto con aviones y otros equipamientos. Llegó ahí el 20 de enero de 1914, donde los hombres se dispusieron a establecer la base. En abril, recibió órdenes de transportar un destacamento de 500 hombres del 2.º Regimiento de Marines, que habían sido transferidos a Pensacola, a Tampico, México, después del incidente de Tampico, que había sido una confrontación menor entre soldados mexicanos y marineros de la armada estadounidense. También transportó dos hidroaviones y equipo de apoyo. La embarcación partió hacia Veracruz, México, el 21 de abril, arribando ahí cuatro días después. El 26 de abril, transfirió ambos hidroaviones a la costa, junto con sus tripulaciones de tierra, y otros equipamientos. Las aeronaves operaron en el área bajo el mando del oficial Patrick Bellinger, por un mes y medio durante la ocupación del puerto de Veracruz, realizando tareas de reconocimiento y buscando en el mar circundante minas marinas, apoyados por tripulantes del Mississippi. A finales de mayo, la embarcación partió a Pensacola, donde permaneció hasta el 28 de junio, y luego se dirigió al norte a Hampton Roads.
Grecia se involucró en una carrera armamentista naval con el Imperio Otomano a inicios de la década de 1910; en 1910, los otomanos habían comprado dos pre-dreadnoughts alemanes (renombrados Barbaros Hayreddin y Turgut Reis) y encargaron acorazados tipo dreadnought a la Gran Bretaña, en 1911 y 1914. En respuesta, la Armada Griega encargó el dreadnought Salamina a Alemania en 1913, y el dreadnought Basileus Konstantinos a Francia. Como medida provisional, Grecia compró el Mississippi y el Idaho a la Armada de los Estados Unidos. El gobierno griego compró las embarcaciones a través de un intermediario, el constructor naval Fred Gauntlett, que los adquirió el 8 de julio y los entregó a Grecia. Dos días después, el Mississippi y el Idaho fueron trasladados a Newport News y fueron dados de baja y transferidos a la Armada Griega el 21 de julio. Renombrados Kilkis y Lemnos respectivamente, abandonaron rápidamente los Estados Unidos después de su transferencia debido a las crecientes tensiones en Europa tras el asesinato del archiduque Francisco Fernando de Austria, un mes antes. Después de arribar a Grecia, el Kilkis se convirtió en el buque insignia de la flota griega.

### Carrera con Grecia

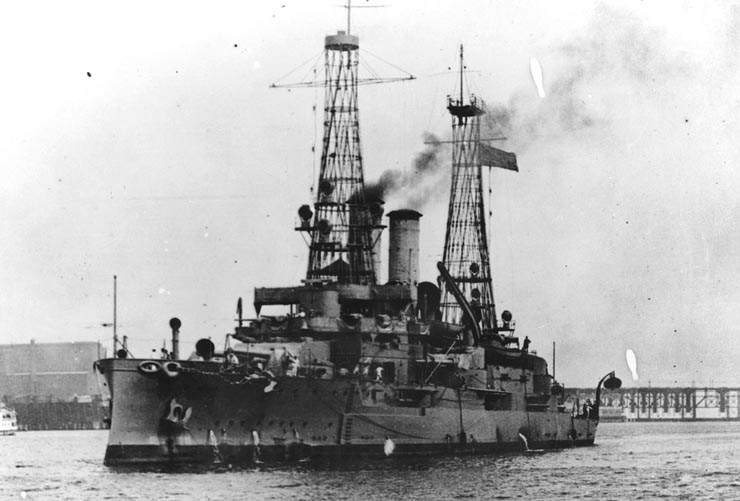
El Kilkis o el Lemnos, en un puerto de Estados Unidos.

Al estallar la Primera Guerra Mundial en julio de 1914, el monarca griego pro alemán, Constantino I, decidió permanecer neutral, así que las embarcaciones no vieron acción. Las potencias de la Triple Entente desembarcaron tropas en Salónica en 1915, lo que originó tensiones entre Francia y Grecia. Finalmente, los franceses detuvieron a la Armada Griega el 19 de octubre de 1916. La tripulación del Kilkis fue reducida al mínimo y le fueron eliminados los cerrojos a sus cañones para inutilizarlos; todas la municiones y torpedos también fueron retirados. Finalmente, Constantino I fue reemplazado por un gobierno pro Entente que declaró la guerra a las Potencias Centrales. Sin embargo, el Kilkis no tuvo un servicio activo con los nuevos aliados de Grecia y, en cambio, fue usado solamente para la defensa portuaria hasta el final de la guerra.
Prestó servicio en el mar Negro después del final de la Primera Guerra Mundial, durante la intervención Aliada en la guerra civil rusa, brindando apoyo a las fuerzas francesas y británicas que defendían Sebastopol. Durante la posterior guerra greco-turca, sirvió en los desembarcos para apoderarse del territorio otomano. El 15 de mayo de 1919, junto con dos destructores, escoltaron un convoy de seis transportes que llevaban a las tropas que emprendieron la ocupación de Esmirna y sus alrededores. Transportó al contraalmirante Kaloulides, que se convertirá después en el gobernador militar de la ciudad. La Armada Otomana había sido reducida por los Aliados después del fin de la Primera Guerra Mundial, por lo que no opusieron resistencia ante las actividades de la Armada Griega.
En marzo de 1920, el Kilkis fue estacionado en Constantinopla (actual Estambul), como parte de una flota Aliada que estaba compuesta principalmente por buques de guerra británicos. Las tripulaciones de las embarcaciones practicaron operaciones de desembarco para apoyar a la guarnición que ocupaba la ciudad, pero para el caso, solo las tripulaciones británicas desembarcaron. El Kilkis abandonó el lugar para representar a Grecia durante la revista de la flota en Spithead, Inglaterra, para honrar al rey Jorge V en su cumpleaños, el 3 de junio de 1920. En julio, la embarcación, junto con dos destructores, escoltaron un convoy que transportaba 7000 soldados de infantería, 1000 artilleros y 4000 vehículos utilitarios a Bandırma, al noroeste de Turquía. Entre los navíos griegos que apoyaron los desembarcos junto al Kilkis, estuvieron el crucero acorazado Georgios Averof, y los destructores Aetos, Leon, y Ierax, además de un barco hospital. Los desembarcos tomaron lugar en Ereğlisi, Turquía, al otro lado del mar de Mármara. El 19 de julio, el Kirkis partió con varios barcos de transporte y el portahidroaviones HMS Ark Royal, que proporcionó reconocimiento aéreo para las fuerzas griegas. Las operaciones llegaron a su fin en septiembre de 1922, cuando la Armada Griega fue forzada a evacuar por mar, junto con un número considerable de civiles de Asia Menor. La flota transportó un total de 250 000 soldados y civiles durante las evacuaciones. El Kilkis y el Lemnos partieron de Esmirna la tarde del 8 de septiembre.
Pasó por reparaciones y actualizaciones de 1926 a 1928, pero ya era una embarcación obsoleta debido a su baja velocidad y francobordo bajo. Durante este reacondicionamiento, las calderas fueron nuevamente entubadas. El 29 de noviembre de 1929, la Armada Griega anunció que el Kilkis sería retirado del servicio y desguazado. Como consecuencia, en 1930, el Georgios Averof lo reemplazó como buque insignia de la flota. Sin embargo, permaneció en servicio con la flota hasta 1932. La embarcación fue retirada de la flota activa y usada como buque escuela. En marzo de 1935, una insurrección fallida en la flota griega provocó que el Kilkis fuera reactivado, en respuesta a la captura del Georgios Averof por los revolucionarios. Después de la caída de la revuelta, fue usado como buque escuela para artilleros antiaéreos.

### Segunda Guerra Mundial

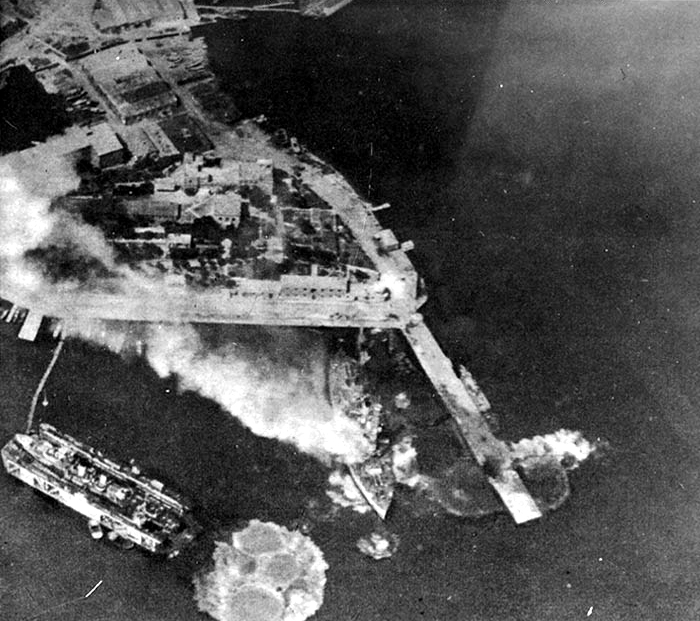
El Kilkis bajo ataque de bombarderos alemanes

El 28 de octubre de 1940, Italia invadió Grecia, iniciando así la guerra greco-italiana como parte de las ambiciones expansionistas del dictador italiano Benito Mussolini. El ejército griego derrotó rápidamente a los italianos, y los empujó a Albania. Menos de dos semanas después, la flota italiana sufrió graves daños en la incursión británica en Tarento, lo que redujo significativamente la amenaza que la Regia Marina representaba para la Armada Griega. Desde el inicio del conflicto, el Kilkis fue usado como batería flotante con base en Salamina. Los cañones de repuesto del Kilkis y del Lemnos fueron usados como baterías costeras en toda Grecia.
El 6 de abril de 1941, la Wehrmacht alemana invadió Grecia para apoyar a sus aliados italianos en el estancado conflicto. Los planificadores británicos sugirieron usar la embarcación para bloquear el canal de Corinto hundiéndolo en la entrada sur del canal, pero los griegos se negaron, prefiriendo usar la embarcación como un barco cuartel en caso de que tuvieran que retirarse de Salamina. El barco fue atacado en la base de Salamina por bombarderos en picado JU 87 Stuka, el 23 de abril de 1941, durante la invasión alemana. El Kilkis intentó ponerse en marcha para evadir los ataques, pero fue impactado por varias bombas y se hundió en el puerto. Su naufragio fue reflotado y desguazado en 1950.